# چک نیوز سنتر
چک نیوز سنتر (انگلیسی: Czech News Center) شرکت رسانه‌ای در جمهوری چک است، که در سال ۱۹۹۱ تأسیس شد.